# Pňov-Předhradí
Pňov-Předhradí (en allemand : Pniow et Pschehrad) est une commune du district de Kolín, dans la région de Bohême-Centrale, en République tchèque. Sa population s'élevait à 597 habitants en 2020.

## Géographie
Pňov-Předhradí se trouve à 8 km au nord-ouest de Kolín et à 52 km à l'est de Prague.
La commune est limitée par Poděbrady et Oseček au nord, par Libice nad Cidlinou et Velký Osek à l'est, par Veltruby et Nová Ves I au sud, par Velim au sud-ouest et par Sokoleč à l'ouest.

## Histoire
La première mention écrite de la localité date de 1252.

## Administration
La commune se compose de trois quartiers :
- Klipec
- Pňov
- Předhradí

## Transports
Par la route, Pňov-Předhradí se trouve à 10 km de Kolín et à 59 km de Prague.